# 月峰瑶族乡
月峰瑶族乡，是中华人民共和国湖南省郴州市北湖区下辖的一个乡镇级行政单位。

## 行政区划
月峰瑶族乡下辖以下地区：
月峰社区、月峰村、十寺村、黄花岭村、介木山村、正冲村、茶元村、太阳村和桃仁村。